# Hovězí
Hovězí (en allemand : Howiessy, de 1939 à 1945 : Howies) est une commune du district de Vsetín, dans la région de Zlín, en République tchèque. Sa population s'élevait à 2 390 habitants en 2020.

## Géographie
Hovězí est arrosée par la Vsetínská Bečva et se trouve à 7 km au sud-est de Vsetín, à 31 km au nord-est de Zlín, à 106 km à l'est-nord-est de Brno et à 275 km à l'est-sud-est de Prague.
La commune est limitée par Janová à l'ouest et au nord-ouest, par Halenkov au nord-est, par Huslenky à l'est, par Zděchov et Lužná au sud, et par Valašská Polanka, Leskovec et Ústí à l'ouest.

## Histoire
La première mention écrite de la localité date de 1505.